# Funj
El funj foren un poble negroide que ocupava el sud de Núbia entre el Nil Blanc i el Nil Blau, i que es va establir allí abans del segle v procedent de l'oest. Estaven emparentats amb els actuals Shilluk del sud del Sudan amb els quals avui estan barrejats. Van assimilar els costums àrabs i religió musulmana amb facilitat i es van barrejar amb els àrabs mitjançant matrimonis mixtos.
No es coneix clarament els orígens del Funj. No obstant això, hi ha tres hipòtesis diferents pel que fa al seu origen. Els Funj van afirmar ser descendents de Banu Umayya a través dels qui van escapar de la matança de la seva família pels Abbasides i van fugir cap a Abissínia i d'allí al territori nubi. Atès que la tribu Ja'alin va reclamar la descendència dels abbasides i els Abdallab dels Juhayna, els Funj poden haver reclamat la descendència omeia per expressar la seva superioritat als seus pobles súbdits.
James Bruce, en el seu llibre Travels to Discover the Source of the Nile , va teoritzar que els Funj descendeixen del poble Shilluk. Bruce va escriure el seu llibre després de 22 anys de viatges per Àfrica del Nord i Etiòpia. La tercera hipòtesi és que són descendents de les restes del Regne d'Aloa, nubians que van escapar més al sud per reposar els seus subministraments i recursos i van tornar a establir el seu estat. La font més citada és que són nubians que es van barrejar amb àrabs.

## Història
Vers el 1484 Abdullah Jamma, que havia acumulat riqueses en el comerç per la Mar Roja, va aconseguir el poder a les restes dels regnes de Makurru i Àloa (Makurru havia esclatat en petits regnes o entitats tribals i Àloa estava debilitat). Al cap de pocs anys els Funj van pujar del sud, van prendre el poder sota Amara Dunkas i van establir un regne que va tenir per capital a Senar o Sennar. Van governar la Núbia cristiana, incinclosa Gezira (Sudan), Butana, Bayuda, i el Kordufan fins al segle xix. Al principi eren cristians, però amb barreja d'animisme, però el 1523 el seu rei va adoptar oficialment l'islam i el regne va passar a ser un Sultanat. El regne d'Àloa fou ocupat i es van estendre per la regió. La frontera amb els otomans va quedar fixada i cada part es va abstenir d'envair l'altra. En canvi van esclatar conflictes amb Axum. La capital d'Axum va passar a Gondar, més propera a territori Funj, per assegurar la influència entre els petits regnes. Inicialment van combatre amb els seus parents Shilluk, però més tard s'hi van aliar per combatre junts als Dinka. Abans del 1600 els antics prínceps d'Àloa, que formaven el clan anomenat Abdallah, es van revoltar dirigits per Ajib el Gran que va obtenir diverses victòries i finalment el 1606 va dominar Sennar completament. Els Funj es van reorganitzar sota Adlan I i van derrotar a Ajib en dues batalles decisives. Finalment es va permetre a Ajib i els seus successors governar sobre la regió de Dongola amb molta autonomia.
Rubat I (1616-1644) Badi II (1644-1681), Unsa II (1681-1692) i Badi III (1692-1716) van patrocinar a les caravanes que feien el profitós comerç amb Egipte i la mar Roja. Vers el 1650 el rei Badi II va fer tributari al regne de Taqali, a l'oest, i va arribar a la cimera del seu poder territorial; el moment de major importància del sultanat fou sota Badi III, vers el 1700 quan la capital era una gran vila cosmopolita. Els viatgers descriuen la ciutat en aquest temps amb una gran plaça central que alguns dies esdevenia mercat, i lloc de reunió de soldats i de les cerimònies oficials com el lliurament del tribut pels vuit governadors provincials; a un costat hi havia la mesquita i a l'altra el palau; els que vivien en aquest (principalment la família reial que era matrilineal) gaudien d'un luxe refinat; els fills del rei hi estaven captius fins a la mort del seu pare i llavors els cortesans elegien entre ells al successor i mataven als altres; el rei estava sotmès als electors i si aquestos decidien deposar-lo era executat pel seu oncle matern (sid al-kom); les princeses transmetien l'herència i es casaven amb senyors vassalls importants; el rei tenia dotzenes i a vegades centenars d'esposes, filles de nobles vassalls; els fills d'aquestos feien de patges i al mateix temps d'ostatges; a la rodalia de palau hi havia el barri comercial, el barri dels personatges de segon orde, els provincials, etc. Més enllà hi havia el cementiri i a la vora del riu els jardins reials; el districte abraçava el territori a 70 km a l'entorn i depenia directament del rei, sent un dels més poblats; a l'oest del riu hi havia les terres concedides a membres de la família reial com la reina mare, o a santons i els seus deixebles; a l'est del riu hi havia els campaments dels esclaus, dels soldats i de les seves famílies; es calcula que vers el 1700 tenia uns cent mil habitants.
Al segle següent el trencament de la línia reial va erosionar la successió matrilineal i el control del comerç per l'estat i va fer entrar el regne en decadència; van sorgir línies patrilineals que es van disputar les terres i es van fundar 20 noves ciutats amb una classe mitjana que desafiava les prerrogatives reials. Shendi, Berbera i Dongola pagaven tribut al rei dels Funj, però el seu poder no passava de ser nominal. El 1762 Badi IV fou enderrocat per un cop d'estat dirigit per Muhammad Abu Likayik del clan Hamaj del nord-est del país que era de baixa extracció; un membre de la dinastia va ser col·locat com a rei sense poder i ell va actuar com a regent. A la mort d'Abu Likaylik (1775) el regne va caure en l'anarquia i la guerra civil; els soldans funj van intentar recuperar el poder i els Hamaj van intentar mantenir-lo, cada un amb els seus partidaris; això va debilitar al sultanat doncs les lluites entre ambdós partits van durar bastants anys. El 1787/1788 el 49è cap dels Hamaj i quart regent, Nasir ibn Muhammad Abu Likaylik va fracassar contra un cop d'estat reialista i en revenja va incendiar la ciutat i els barris de la riba oest. Finalment els soldans van recuperar tot el poder però les lluites van seguir; el febrer del 1804 els combats van permetre a un governador provincial dominar el palau durant dos mesos, sent llavors saquejat. Sennar fou llavors en gran part abandonada i la gent va passar a combatre al camp i als districtes dels esclaus de l'est de la vila que foren devastats. El 1821 els egipcis van entrar a la ciutat i van posar fi al soldanat on gairebé no van trobar resistència. Els funj com a poble gairebé van desaparèixer i van sorgir noves tribus.
El 1772 el viatger James Bruce que va travessar la regió va dir que eren antropòfags. Tot i ser musulmans el 1862 encara practicaven ritus pagans a la Muntanya Gula. Ernest Marno deia que una tribu dels funj, els boruns, eren caníbals vers el 1870. Avui resten molt pocs funjs.
El 26 de desembre de 1845 la santa seu va erigir un vicariat a Khartum que pensava que podia servir de cap de pont per estendre el cristianisme cap a l'Àfrica Central. El vicariat fou confirmat per Gregori XVI el 3 d'abril de 1846. Es va establir una missió protegida per la família imperial austrohongaresa (econòmicament) i pel consolat austrohongarès a Khartum. Els jesuïtes Ryllo i Knoblecher van treballar a la zona i van fundar algunes estacions com la de Santa Maria a Gondokoro el 1851 i la d'Heligenkreuz a al-Abiad, el 1855. Aquestes missions foren transferides el 1861 als franciscans. El 1880 el Kordofan fou conquerit pel Mahdi (Muhammad Ahmad) que el 1883 va desfer a l'exèrcit egipci i el 26 de gener de 1885 va entrar a Khartum. El seu successor Abdallah al-Khalifa fou derrotat per Lord Kitchener el 2 de setembre de 1898. Després l'antic soldanat dels Funj va formar part del Sudan Angloegipci i del Sudan independent.

## Llista de reis i soldans Funj de Senar
- Abdullah Jamma 1484-1504
- Amara Dunqas ibn Adlan v. 1504-v. 1546 (sultà des 1523)
- Nail v. 1546-1550
- Abdul Qadir I 1550-1557
- Amara Abu-Sakaikin 1557-1568
- Dekin 1568-v. 1580
- Tabl I, v. 1580-v. 1590
- Unsa I, v. 1590-1603
- Abdul Qadir II 1603-1606
- Ajib Abdallah el gran 1606-1607
- Adlan I 1607-1611
- Badi I Sid al-Qum 1611-1616
- Rubat 1616-1644
- Badi II Abu-Daqan 1644-1680
- Unsa II 1680-1692
- Badi III al-Ahmar 1692-1716
- Unsa III 1716-1720
- Nul 1720-1724
- Badi IV Abu-Shulukh 1724-1762
- Nasr 1762-1769
- Ismail 1769-1777
- Adlan II 1777-1789
- Awkal 1789
- Tabl II 1789
- Badi V 1789
- Hassan Rabbihi 1789-1790
- Nuwar 1790
- Badi VI 1790-v. 1796
- Ranfi v. 1796-1803
- Badi VI (segona vegada) 1803-1821
- A Egipte 1821

## Llista de regents
- Abu Likayik - 1769-1775/6
- Badi walad Rajab - 1775/6-1780
- Rajab 1780-1786/7
- Nasir 1786/7-1788